# Nationella Demokratiska Fronten (Filippinerna)

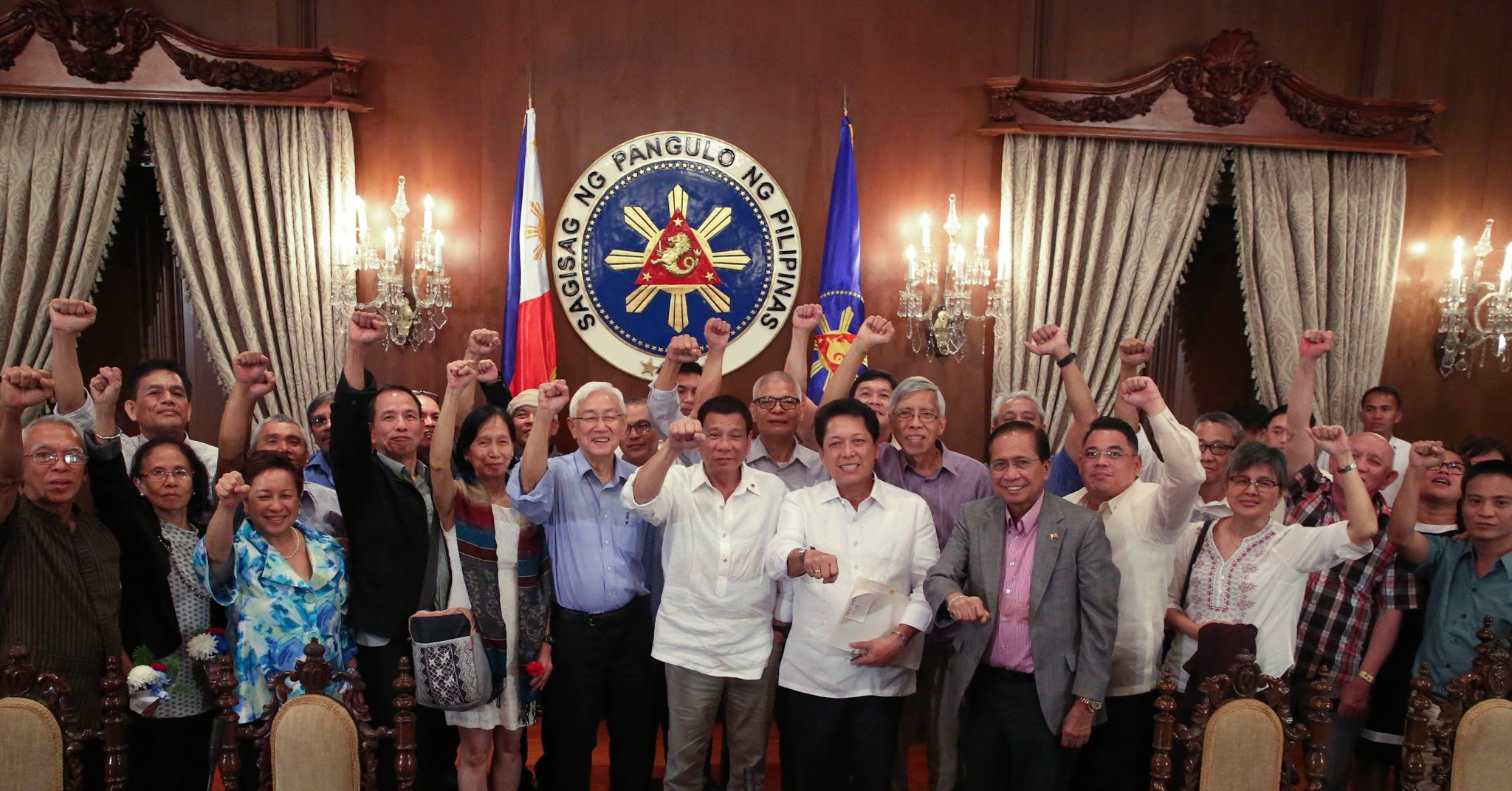
President Rodrigo Duterte med medlemmar av regeringen och Nationella demokratiska frontens fredspaneler 2016.

Nationella demokratiska fronten (NDF; filippinska: Pambansang Demokratikong Prente ng Pilipinas, PDPP) är en koalition av revolutionära sociala och ekonomiska rättviseföreningar, jordbruksförbund, fackföreningar urfolksrättsgrupper, vänsterpolitiska partier och andra relaterade grupper i Filippinerna. Den tillhör det mycket bredare Nationella demokratiska rörelsen och det kommunistiska upproret i Filippinerna. Koalitionen har kontroversiella medlemsorganisationer, som till exempel Filippinernas kommunistparti, som har en militär avdelning, det av USA terroriststämplade New People's Army.
Filippinernas regering förklarade, genom Anti-terrorrådet gruppen som en terroristorganisation 2021.
Jose Maria Sison, medlem i Filippinernas kommunistparti och grundare av New People's Army, lever i exil i Nederländerna.